# 安宁州土知州
安宁州土知州，也称安宁土司，是明朝时期云南布政司云南府下辖的一个土司，治安宁州，今云南省安宁市城区:412。安宁州有土官、流官知州各一人，实际政务由流官负责。

## 历史
大理国以高氏守安宁，高氏消亡后，董姓成为安宁地区权势显赫的大族，元代设有安宁州，由土官管理，设立时间不详，元末安宁州土知州为董赐。
洪武十四年（1381年）明军入滇，前元支持者董定看中其堂弟:824、董赐侄子董节臂力过人，拉拢董节斩断藤桥以阻挡明军，董节不从，与叔董赐率兵五百至白水迎接明军。董赐叔侄在螳螂川大渡口协助明军渡河进入安宁，董定率兵来战，董赐与明军共同抵御，在富民县境内斩杀董定。
洪武十五年（1382年），董赐随颍川侯傅友德征鹤庆，在石门关有功。十六年（1383年），董赐备马进京朝贡，十七年（1384年）正月，授中顺大夫、鹤庆府知府，董节为奉训大夫、安宁州知州。由于当时董赐无子，遂冒称董节为其子。洪武十八年（1385年），董赐入朝谢恩，奏“父子俱受荣显，无以补报”，以董节年幼不能理政为由，希望辞去鹤庆官职，返回安宁自为知州。明太祖朱元璋不同意，称“尔能绥靖边鄙，故授尔官庶报尔功，今尔辞尊居卑，柰何？”命傅友德及诸大臣商议，以董赐有功为由，均不同意辞官，最终以云南前卫距安宁较近，改授董赐为明威将军、云南前卫世袭指挥佥事，同意免去董节官职，令董节平时操习，准备承袭指挥佥事职位。
后董赐又生子董保，永乐元年（1403年），董保袭云南前卫世袭指挥佥事职，董节才称是董赐侄子，以先前军功备马入贡求授知州原职，明成祖朱棣答复“这董节是土人，还着他做知州”，与流官知州一同管事，但强调不予世袭，如果不守法度就废除官职。董节任上，“立学校，建州署，课农桑，教树畜，民俗为之聿新”。虽“不予世袭”，但董节后人每次均得以告袭，且均强调“不世袭”，董氏成为事实上的安宁州土知州。
嘉靖年间，杨慎贬斥云南，称其从安宁州土官董氏处获得汉代小说《杂事秘辛》。此书因色情内容而名声大噪，《四库总目提要》评价“其文淫艳，亦类传奇”，沈德符、梁启超等认为实为杨慎伪撰，也有观点认为是唐代作品。
土司废除时间不详，明代晚期志书《滇志》《滇略》仍有安宁州土知州，清代《康熙云南通志》称“今已革除”。

## 世系
明代安宁州土知州可考世系如下：
- 董节，安宁州人，前元土知州董赐侄子，曾冒作董赐亲男，故《明史》[7]《明实录》[12]载为董赐之子，另《道光云南志钞》载为董赐次子[13]，以勇略闻，善骑射[9]。
- 董福海，董节之子，永乐十一年（1413年）承袭，洪熙元年（1425年）方获诰命[10]。
- 董玉，董福海长子，成化元年（1465年）承袭，弘治十年（1497年）患疾[10]。
- 董方，董玉长子，弘治十一年（1498年）承袭[10]。
- 董沂，董方之子，嘉靖元年（1522年）承袭[10]。
- 董堂
- 董民表
- 董希文[9]
- ……[註 3]
- 董九成，天启年间土司[5]
- ……[註 3]